# Mezinárodní zápasnická federace
Mezinárodní zápasnická federace (UWW, anglicky: United World Wrestling) zastřešuje národní zápasnické svazy.

## Historie
Založena byla roku 1912. Je členem mezinárodních organizací: mezinárodní olympijský výbor, SportAccord a ARISF. V České republice je jejím členem Svaz zápasu ČR (SZČR).